# Force Majeure
Force Majeure es el noveno álbum de estudio del grupo alemán de música electrónica Tangerine Dream. Editado en 1979 por Virgin Records continúa en la línea estilística de su anterior trabajo Stratosfear (1976), con canciones largas que evolucionan progresivamente, estilo común en su época denominada "Virgin Years". Es uno de los discos de más éxito entre los fanes, alcanzó el puesto 26 en listas de ventas británicas y ha sido el cuarto mejor vendido de la historia del grupo.
Brian E. Kirby, en AllMusic, destaca del álbum por "mostrar las raíces de la banda en el rock espacial. Esta vez la guitarra y la batería son tan prominentes como los teclados".

## Producción
Tras la salida de Steve Jolliffe del grupo en el verano de 1978 Edgar Froese y Christopher Franke grabaron durante siete semanas el álbum en el Hansa Tonstudio de Berlín. Klaus Krüger, también presente en el anterior álbum Cyclone, participó en las sesiones de grabación pero se desvinculó de la formación tras su conclusión.

"Lo hicimos en una sesión de grabación de 7 semanas en un buen estudio a mediados del verano. Hubo buenas sensaciones, un buen ambiente y sin peleas. Klaus Krüger se fue para unirse a Iggy Pop en Nueva York pero decidimos que sería mejor dejar la percusión que interpretó porque de lo contrario surgirían muchos problemas".
Edgar Froese (1980) 

Una remezcla de la sección musical denominada «Lana» fue usada posteriormente por el grupo para la banda sonora de la película Risky Business.

"Hay una pieza, «Cloudburst Flight», que todavía disfruto tocando. A veces tocando algo una y otra vez pierde su poder, pero esta todavía significa mucho para mí."
Christopher Franke (1986) 

Como en otras ocasiones previas en grabaciones de Tangerine Dream sucedieron contratiempos técnicos. La distorsión del bajo en el tema «Thru Metamorphic Rocks» se debió a un transistor quemado en la mesa de mezclas pero cuando los componentes del grupo lo oyeron decidieron dejarlo así.

"Durante la grabación de «Thru Metamorphic Rocks» hubo un accidente en la mesa de mezclas. Mientras grabábamos la cinta, todos los instrumentos estaban bloqueados e improvisamos bastante todo el rato. De repente algo salió mal en la consola: se escucharon ruidos extraños, que aparecen dentro de la pista, y son totalmente erróneos pero que en realidad tenían sentido con la composición. Lo escuchamos una y otra vez y nos preguntamos "¿deberíamos? ¿no deberíamos?". Finalmente dijimos "está bien, déjalo como está".
Edgar Froese (1997) 

## Lista de temas
| N.º   | Título                   | Escritor(es)                    | Duración |  |
| 1.    | «Force Majeure»          | Edgar Froese Christopher Franke | 18:17    |  |
| 2.    | «Cloudburst Fligth»      | Edgar Froese Christopher Franke | 7:27     |  |
| 3.    | «Thru Metamorphic Rocks» | Edgar Froese Christopher Franke | 14:30    |  |
| 39:54 |                          |                                 |          |  |

## Intérpretes
- Edgar Froese – teclados y efectos de sonido
- Christopher Franke – teclados y secuenciadores
- Klaus Krüger – percusión
- Eduard Meyer – chelo e ingeniería de sonido